# Échangeur autoroutier

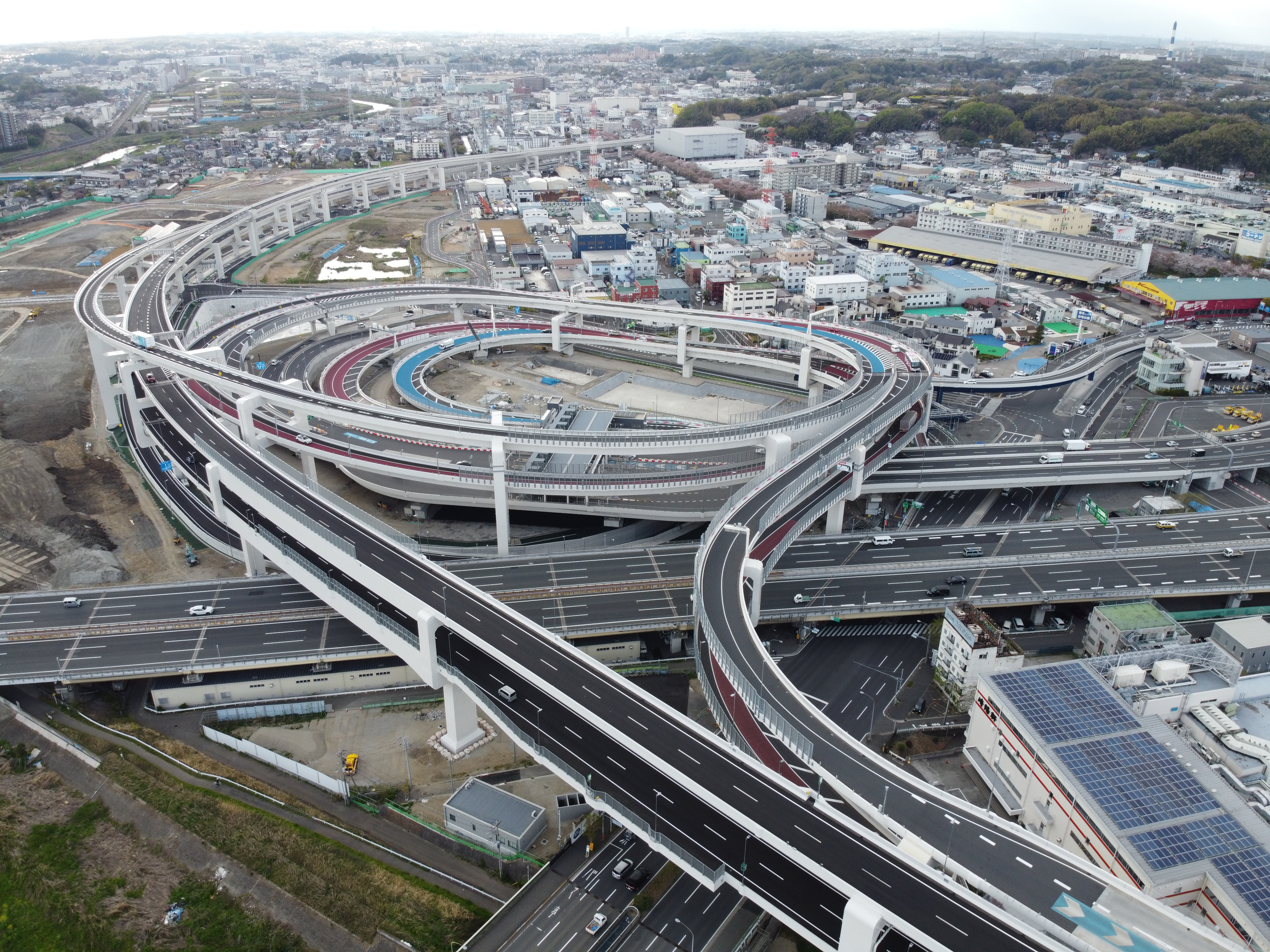
Échangeur autoroutier à Kōhoku-ku au Japon.

Un échangeur autoroutier est un système de bretelles routières permettant de basculer, soit d'un type de réseau routier à un autre (d'une route ordinaire ou une voie rapide à une autoroute), soit de passer d'une autoroute à une autre. Les échangeurs se trouvent donc aux intersections entre réseaux routiers de types différents et permettent ainsi d'éviter tout croisement à niveau pour limiter le ralentissement des voies concernées.
Un échangeur autoroutier compte au minimum un pont permettant à un réseau routier d'enjamber l'autre. Dans les cas les plus complexes, les chaussées peuvent s'étager sur quatre niveaux différents (échangeur dit « four-stack »).
Un échangeur peut être complet (bidirectionnel) ou partiel (donnant accès à une seule direction de l'autoroute).
Les sociétés d'autoroute utilisent le terme « diffuseur » pour désigner les échangeurs entre une autoroute et un autre type de route.

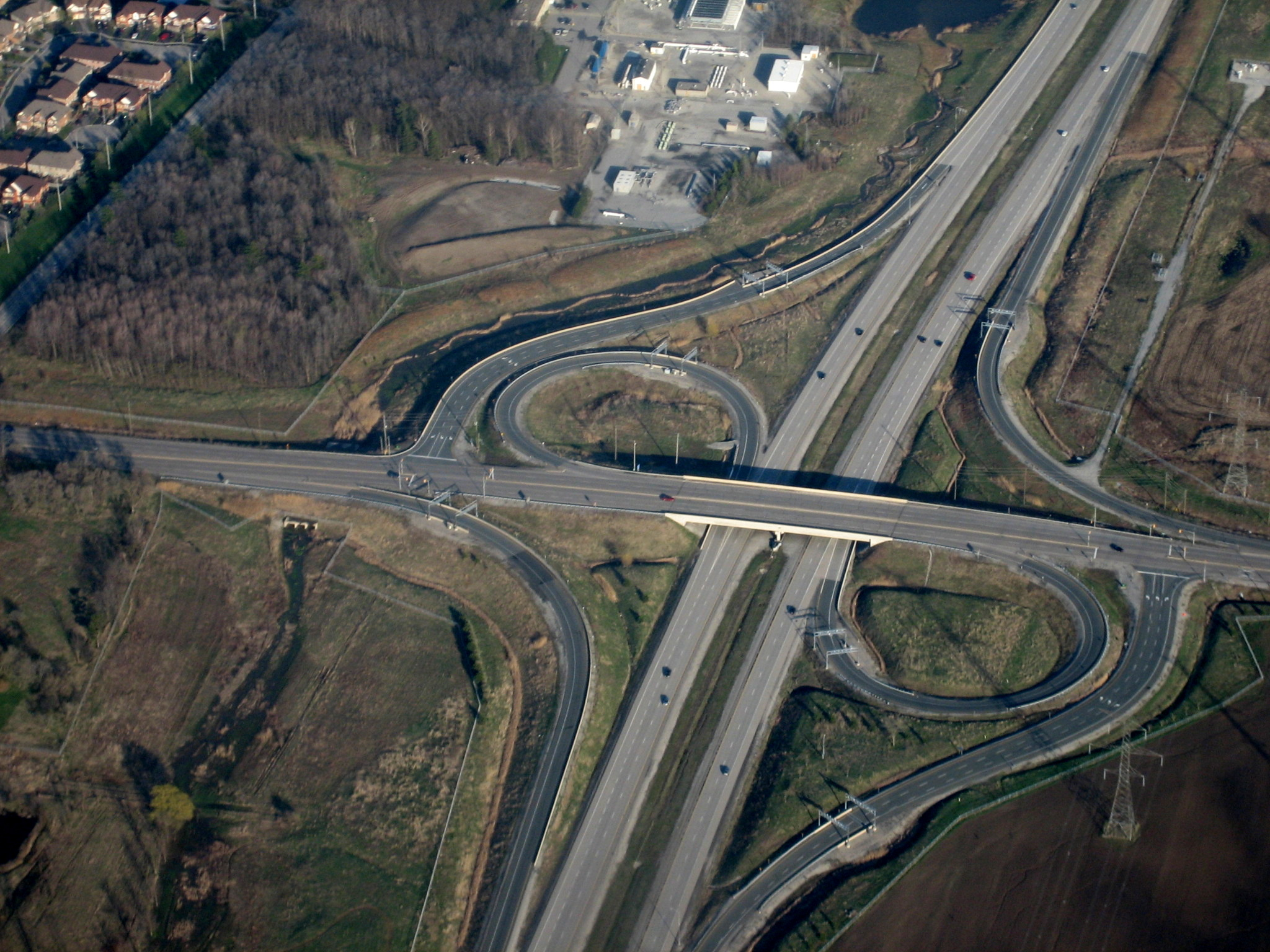
Échangeur autoroutier complet Parclo A3-N.

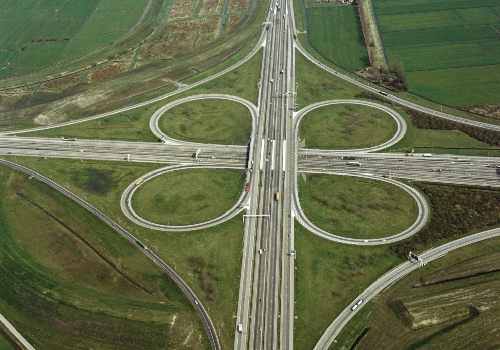
Échangeur autoroutier complet en trèfle.

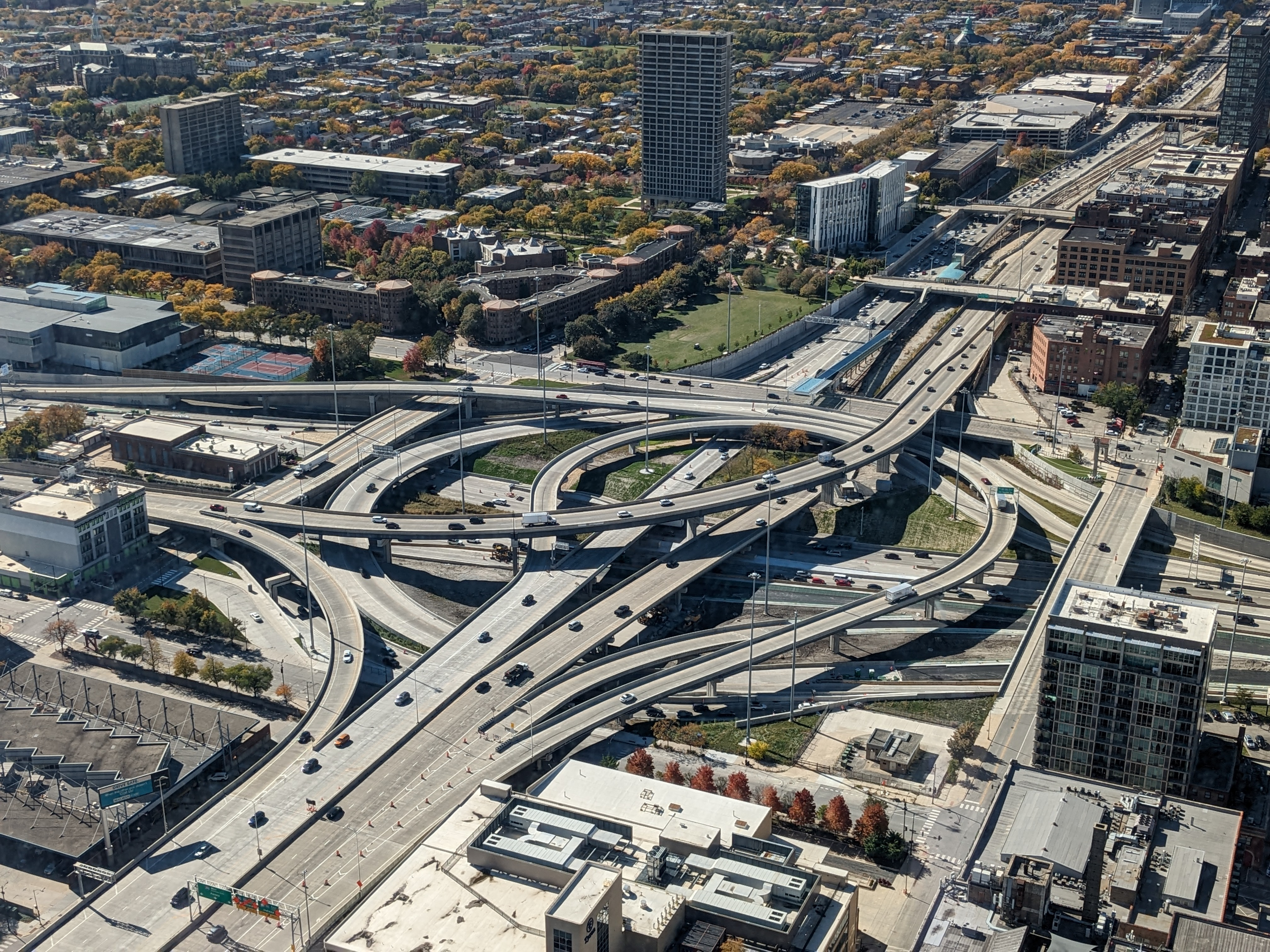
Échangeur à plusieurs niveaux à Chicago aux États-Unis.

## Types

### Échangeurs à quatre voies

#### Échangeur en trèfle

Échangeur en trèfle.

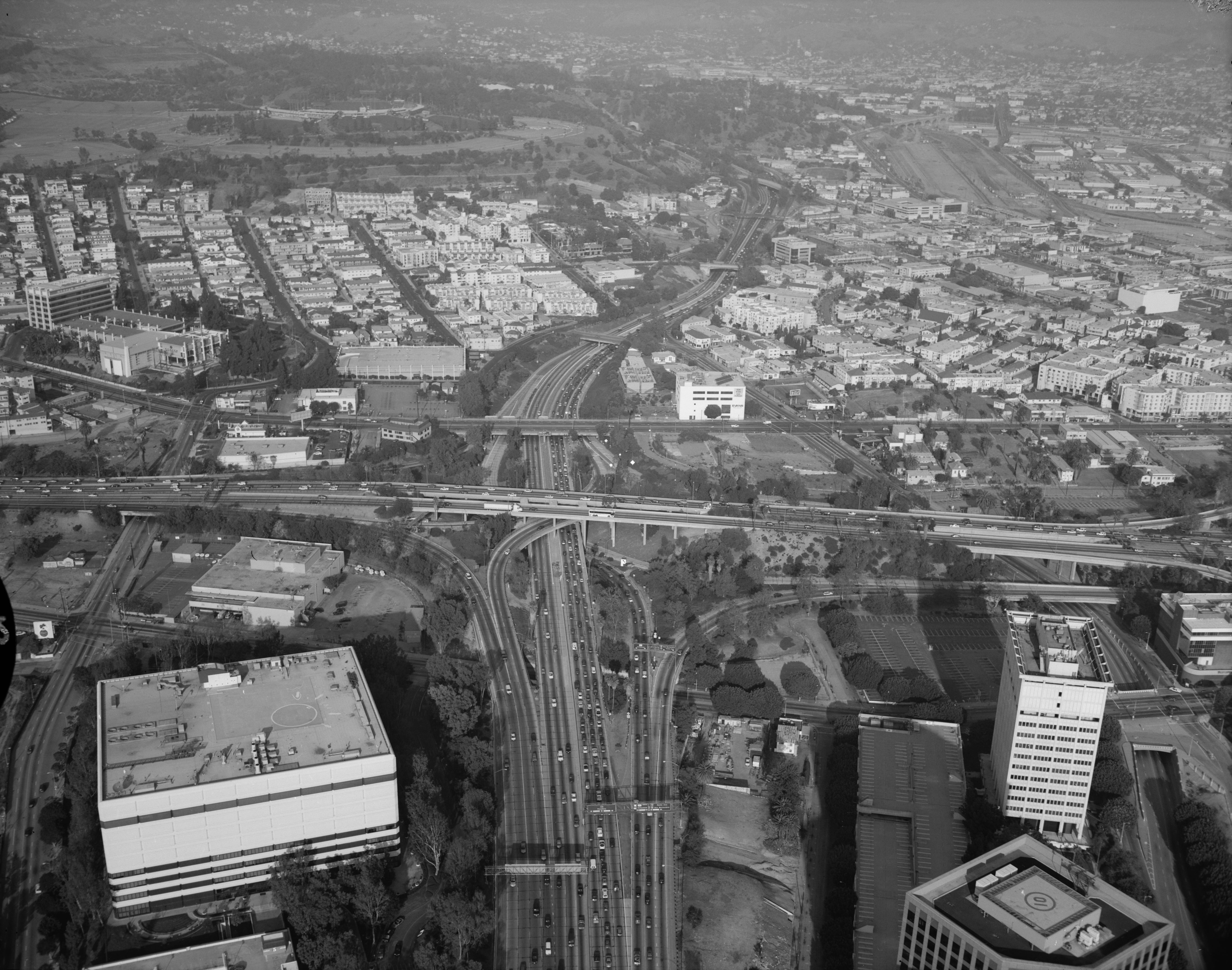
Banlieue de Los Angeles.

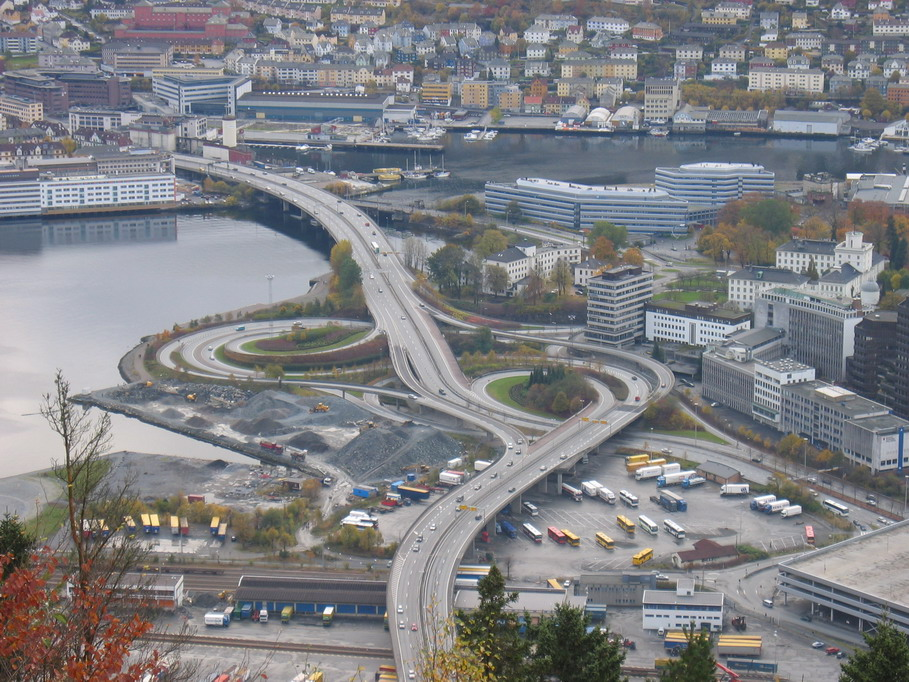
Les échangeurs sont consommateurs d'espace et souvent cause de fragmentation supplémentaire des milieux (échangeur à Bergen).

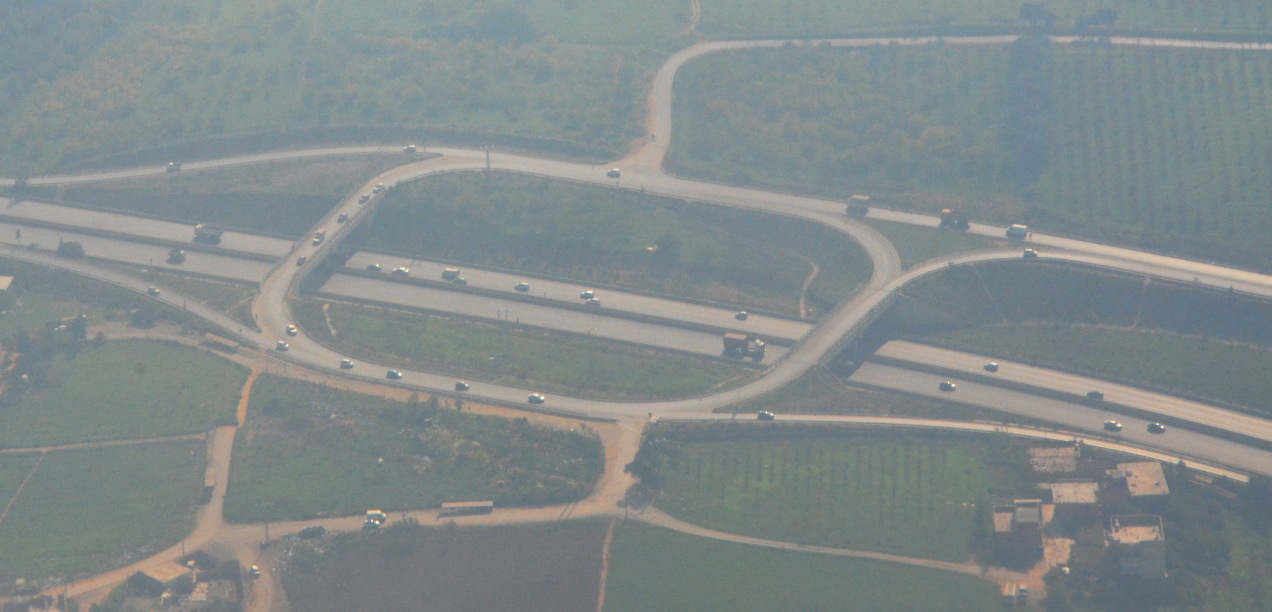
Échangeur annulaire ou giratoire de Khraicia dans la banlieue d'Alger.

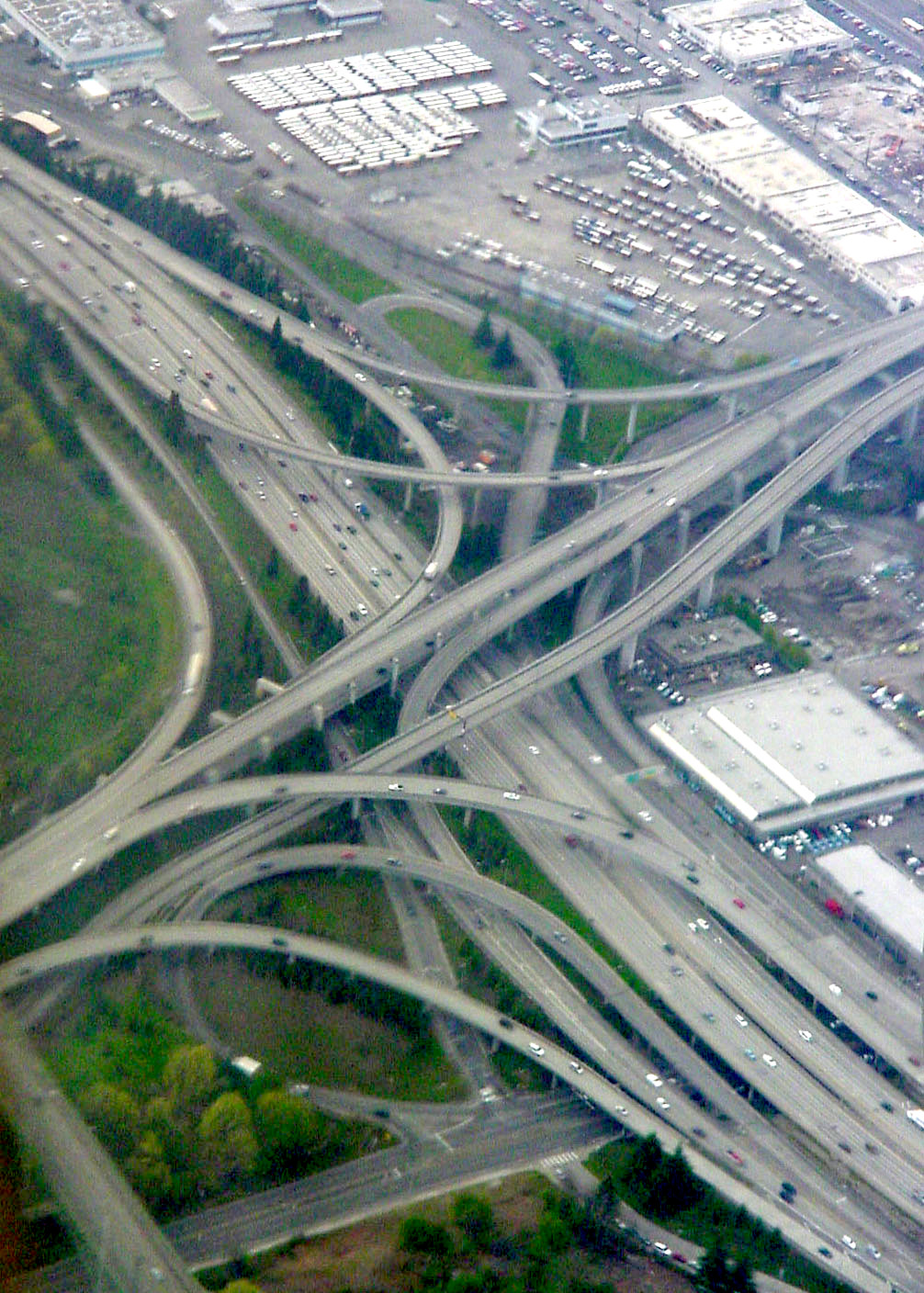
Échangeur de type « spaghetti » à Seattle.

Le premier brevet d'un échangeur en trèfle est déposé le 29 février 1916 par l'ingénieur civil américain Arthur Hale. C'est l'un des tout premiers types d'échangeurs qui se développe dans les années 1930 aux États-Unis mais est très utilisé également en Allemagne. C'est un échangeur massif, demandant une très grande emprise n'étant généralement justifié que par un trafic important. Le modèle ci-contre comprend également des collectrices latérales, destinées à éviter les croisements de flux de circulation.
Un échangeur en trèfle est généralement composé de deux niveaux et permet la rencontre entre deux routes bidirectionnelles. Toutes les directions nécessitant un croisement avec le trafic opposé sont prises en charge par des boucles non directionnelles. Dans les pays où l'on roule à droite, pour tourner à gauche les véhicules doivent d'abord passer au-dessus ou en dessous de la route qu'ils veulent rejoindre, puis emprunter sur leur droite une rampe décrivant une courbe de 270° avant de s'insérer sur cette route. Ce sont ces bretelles arrondies qui donnent la forme - et par extension le nom - de trèfle à ces échangeurs.
Les deux principaux avantages de ces échangeurs sont tout d'abord qu'ils ne nécessitent qu'un seul pont (entre les deux routes perpendiculaires), ce qui les rend peu coûteux tant que le terrain est abondant, et qu'ils n'ont pas besoin de feux de signalisations pour fonctionner. Cependant, comme la rampe de chaque trèfle débute là où celle d'un autre prend fin, sur la même route, il se produit des phénomènes dangereux de croisements appelés « weaving » (entrecroisement). Par conséquent, ce type d'échangeurs possède une faible capacité comparé à d'autres types. De plus, ces échangeurs consomment un espace considérable, c'est pourquoi on les trouve souvent aux abords d'autoroutes anciennes, dans les campagnes ou les aires urbaines peu densément peuplées. Une variante de ces échangeurs utilise des voies séparées de la route principale pour accéder aux bretelles, pour minimiser le phénomène de weaving.
Les trèfles complets sont moins courants en France mais existent, par exemple, au croisement A4-A31 au nord de Metz, ou au croisement A86-N7 à Rungis, ou encore au croisement A43-N346 à Saint-Priest.

#### Échangeur en turbine
Ce type d'échangeur occupe la même superficie qu'un échangeur en trèfle mais en corrige l'un des inconvénients : les bretelles en boucles du trèfle ont un rayon assez serré pour éviter de trop s'étendre, induisant l'obligation de réduire fortement sa vitesse (parfois jusqu'à 30 km/h) et donc une capacité limitée et un risque accru de sortie de route. La turbine met en œuvre des courbes à plus grand rayon, cependant elle nécessite aussi de construire plus de ponts que dans un échangeur en trèfle.
Dans des terrains vallonnés ou montagneux, l'échangeur en turbine peut s'adapter à la topographie grâce aux changements de hauteur de ses rampes, il se montre ainsi beaucoup moins coûteux que le même bâti en plaine.

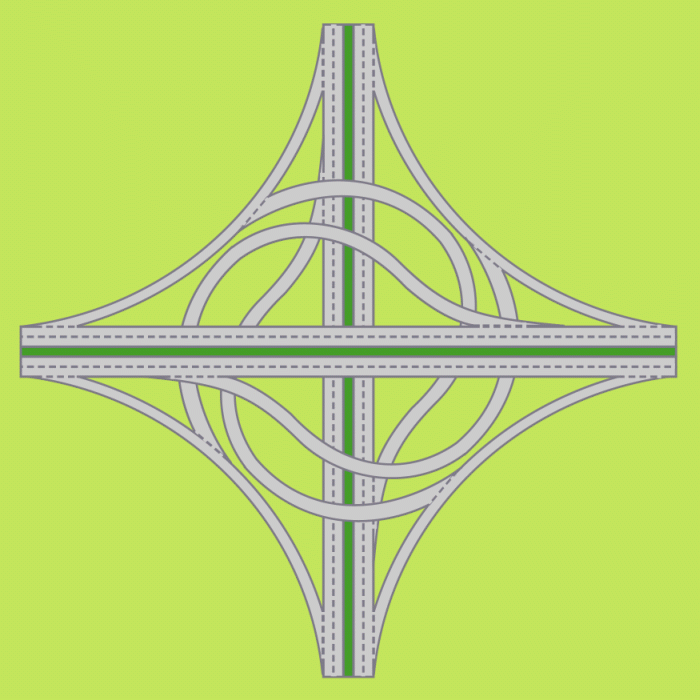
Turbine complète.
Turbine simplifiée.
Turbine annulaire.

##### Échangeur à turbine complète
Chaque chaussée convergente dispose de deux sorties, une pour chaque sens de l'autoroute croisante. Les voies en provenance des deux directions de la route croisante convergent avant de constituer une bande de lancement unique. L'inconvénient principal est qu'au niveau des dédoublements et des convergences, les pentes sont assez importantes afin de permettre aux flux confluents et divergents de se croiser à des niveaux différents.
On trouve notamment un échangeur de ce type à Daussoulx près de Namur (Belgique).

##### Échangeur à turbine simplifiée
Il est équipé d'une sortie dans chaque direction dont la chaussée se dédouble pour desservir les deux sens de l'autoroute croisante. Les voies en provenance des deux directions de la route croisante convergent avant de constituer une bande de lancement unique. L'inconvénient principal est qu'au niveau des dédoublements et des convergences, les pentes sont assez importantes afin de permettre aux flux confluents et divergents de se croiser à des niveaux différents.
On trouve notamment un échangeur de ce type à Woluwe-Saint-Étienne près de Bruxelles (Belgique), ou à Lummen près de Hasselt (Belgique).

##### Échangeur annulaire
La simplification est poussée un cran plus loin. Les bretelles sont rassemblées dans un énorme anneau, ce qui fait penser à un rond-point sur lequel se branchent et se débranchent les bretelles vers les deux autoroutes qui se croisent.
On trouve notamment un échangeur de ce type à Cheratte près de Liège (Belgique), à Beaucouzé près d'Angers (France) ou à Houssen, au nord de Colmar (France).

### Échangeurs à trois voies

#### Échangeur en trompette

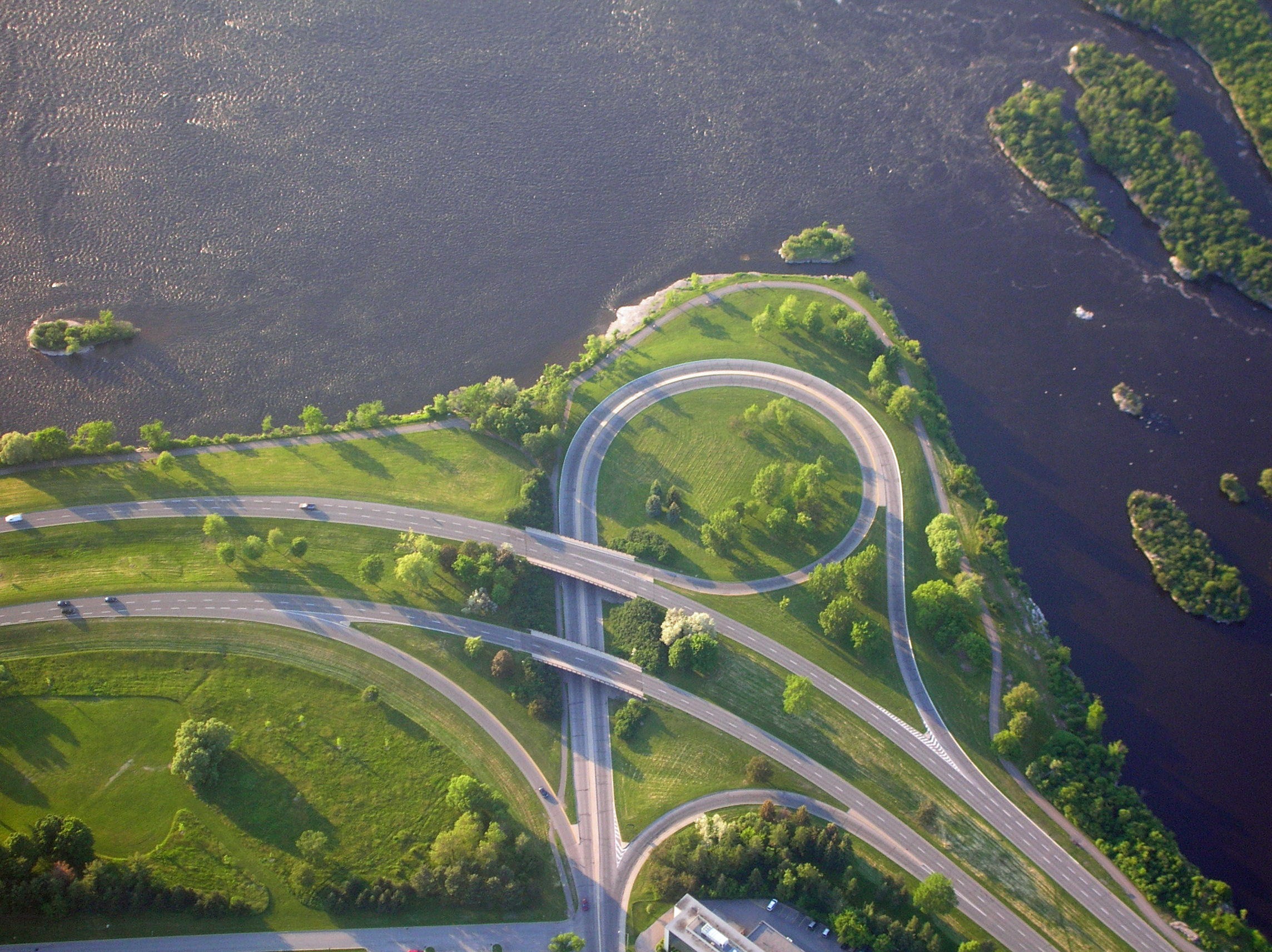
Un échangeur en trompette à Ottawa.

L'échangeur en trompette est utilisé lorsqu'une autoroute se termine à l'endroit où croise une autre autoroute. Il est aussi souvent utilisé comme échangeur simple de sortie.

### Échangeur à niveaux

#### Échangeur 4-niveaux

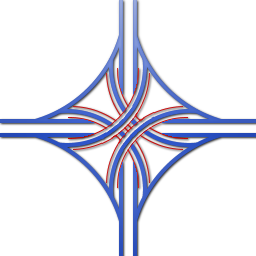
Échangeur 4 niveaux.

L'échangeur 4-niveaux (four-stack en anglais) est le type le plus massif d'échangeurs existant. Il est équivalent au croisement 4-trèfle mais n'implique pas, de la part des véhicules voulant tourner à gauche en rejoignant l'axe qu'ils croisent, de réaliser trois quarts de tour. L'échangeur 4-niveaux est construit, comme son nom l'indique, sur quatre niveaux : deux niveaux sont dédiés aux croisements des axes autoroutiers et deux autres, généralement situés au-dessus des deux premiers, sont utilisés par les bretelles entre autoroutes. Certains échangeurs aux États-Unis, par l'empilement des niveaux, atteignent ainsi les 25 mètres de hauteur.
Le 4-niveaux reste destiné à une circulation très importante et est assez rare en Europe, mais on en trouve quelques-uns au Royaume-Uni, en Espagne, en Italie, en Belgique (Loncin), en Grèce, aux Pays-Bas et au Portugal.
Il n'existe aucun 4-niveaux complet en France. Les seuls prévus se situaient à Châtenay-Malabry, au croisement projeté de l'A10 et de l'A86, et à Palaiseau, au croisement actuel des autoroutes A10 et A126. Du fait de l'abandon du prolongement de l'A10 jusqu'au boulevard périphérique de Paris, en 1977, le premier n'a jamais vu le jour et le deuxième est resté inachevé. Il est cependant prévu de le compléter à moyen terme ou de refondre totalement l'échangeur. Il existe un échangeur à trois niveaux à Sausheim, au croisement des autoroutes A35 et A36. Le futur échangeur de Cormontreuil, en travaux en 2014 et situé à l'est de Reims entre l'autoroute A34 et la traversée urbaine de la ville, sera à terme un mélange unique d'échangeur en trèfle, à turbine et à niveaux. En Belgique, l'échangeur de Grand-Bigard et l'échangeur de Machelen sont des échangeurs 4-niveaux.

#### Échangeur 5-niveaux
Aux États-Unis existe, entre autres, le High Five Interchange à Dallas, Texas, mais on en trouve également plusieurs sur les autoroutes périphériques autour de Houston, aussi au Texas.

## Impacts
Par rapport à un rond-point, un échangeur nécessite une emprise au sol plus importante, ce qui accroît de ce fait son impact sur zone cultivable, habitée ou naturelle. (emprise variable selon le type et la configuration de l'échangeur)
Son coût est également bien plus élevé que celui d'un simple carrefour en raison de la plus grande surface nécessaire à sa réalisation et au besoin de construire un ou plusieurs ouvrages d'art.
En revanche un échangeur garantit par rapport à un rond-point ou un carrefour à feu un meilleur gain de sécurité et de fluidité. Il permet également un gain de carburant puisque les utilisateurs ne sont pas nécessairement obligés de freiner ou de s'arrêter à l'arrivée sur le carrefour et de réaccélérer ensuite à la sortie de celui-ci.